# Championnats du monde de cross-country 1998
Navigation
Édition précédente Édition suivante
Les 26e Championnats du monde de cross-country IAAF  se sont déroulés les 21 et 22 mars 1998 à Marrakech au Maroc.

## Parcours
- 12 km – Cross long hommes
- 4 km – Cross court hommes
- 8 km – Course junior hommes
- 8 km – Cross long femmes
- 4 km – Cross court femmes
- 6 km – Course junior femmes

## Résultats

### Cross long hommes

#### Individuel
| Place              | Athlète              | Pays     | Temps |
| ------------------ | -------------------- | -------- | ----- |
| Médaille d'or      | Paul Tergat          | Kenya    | 34:01 |
| Médaille d'argent  | Paul Koech           | Kenya    | 34:06 |
| Médaille de bronze | Assefa Mezgebu       | Éthiopie | 34:28 |
| 4                  | Tom Nyariki          | Kenya    | 34:37 |
| 5                  | Wilson Boit Kipketer | Kenya    | 34:38 |
| 6                  | Christopher Kelong   | Kenya    | 34:41 |
| 7                  | Ismael Kirui         | Kenya    | 34:41 |
| 8                  | Mohammed Mourhit     | Belgique | 34:44 |
| 9                  | Domingos Castro      | Portugal | 34:46 |
| 10                 | Fabián Roncero       | Espagne  | 34:50 |

#### Équipes
| Médaille | Athlètes                                                                                      | Points |
| Or       | Kenya Paul Tergat (1e) Paul Koech (2e) Tom Nyariki (4e) Wilson Boit Kipketer (5e)             | 12 pts |
| Argent   | Éthiopie Assefa Mezgebu (3e) Habte Jifar (13e) Tesfaye Tola (20e) Ayele Mezegebu (21e)        | 57 pts |
| Bronze   | Maroc Elarbi Khattabi (11e) Lahcen Benyoussef (14e) Brahim Lahlafi (17e) Khalid Boulami (18e) | 60 pts |

### Cross court Hommes

#### Individuel
| Médaille | Athlète                    | Temps       |
| Or       | John Kibowen (KEN)         | 10 min 43 s |
| Argent   | Daniel Komen (KEN)         | 10 min 46 s |
| Bronze   | Paul Malakwen Kosgei (KEN) | 10 min 50 s |

#### Équipes
| Médailles | Athlètes                                                                                      | Points |
| Or        | Kenya John Kibowen (1e) Daniel Komen (2e) Paul Malakwen Kosgei (3e) Benjamin Limo (4e)        | 10 pts |
| Argent    | Maroc Brahim Boulami (6e) Hicham Bouaouiche (9e) Ali Ezzine (12e) Brahim Jabbour (15e)        | 42 pts |
| Bronze    | Éthiopie Maru Daba (10e) Mohammed Awol (13e) Tewodros Shiferaw (17e) Semiretu Alemayehu (20e) | 60 pts |

### Course juniors hommes

#### Individuel
| Médaille | Athlète              | Temps       |
| Or       | Millon Wolde (ETH)   | 22 min 47 s |
| Argent   | Richard Limo (KEN)   | 22 min 50 s |
| Bronze   | Hailu Mekonnen (ETH) | 22 min 51 s |

#### Équipes
| Médaille | Athlètes | Points |
| Or       | Éthiopie | 16 pts |
| Argent   | Kenya    | 20 pts |
| Bronze   | Maroc    | 62 pts |

### Cross long femmes

#### Individuel
| Médaille | Athlète                | Temps       |
| Or       | Sonia O'Sullivan (IRL) | 22 min 39 s |
| Argent   | Paula Radcliffe (GBR)  | 25 min 42 s |
| Bronze   | Gete Wami (ETH)        | 25 min 49 s |

#### Équipes
| Médaille | Athlètes                                                                                         | Points |
| Or       | Kenya Jackline Maranga (5e) Jane Omoro (7e) Leah Malot (8e) Sally Barsosio (10e)                 | 30 pts |
| Argent   | Éthiopie Gete Wami (3e) Merima Denboba (4e) Ayelech Worku (9e) Getenesh Urge (21e)               | 37 pts |
| Bronze   | Grande-Bretagne Paula Radcliffe (2e) Hayley Haining (13e) Vikki McPherson (25e) Liz Talbot (34e) | 74 pts |

### Cross Court Femmes

#### Individuel
| Médaille | Athlète                | Temps       |
| Or       | Sonia O'Sullivan (IRL) | 12 min 20 s |
| Argent   | Zahra Ouaziz (MAR)     | 12 min 34 s |
| Bronze   | Kutre Dulecha (ETH)    | 12 min 37 s |

#### Équipes
| Médailles | Athlètes                                                                                          | Points |
| Or        | Maroc Zahra Ouaziz (2e) Zhor El Kamch (13e) Saliha Khaldoun (18e) Salwa Ouaziz (24e)              | 57 pts |
| Argent    | Éthiopie Kutre Dulecha (3e) Genet Gebregiorgis (11e) Alemitu Bekele (17e) Yihunelesh Bekele (27e) | 58 pts |
| Bronze    | États-Unis Elva Dryer (8e) Amy Rudolph (9e) Molly Watcke (25e) Kathy Franey (26e)                 | 68 pts |

### Cross Junior Femmes

#### Individuel
| Médaille | Athlète               | Temps       |
| Or       | Yimenashu Taye (ETH)  | 19 min 32 s |
| Argent   | Jeruto Kiptum (KEN)   | 19 min 34 s |
| Bronze   | Werknesh Kidane (ETH) | 19 min 34 s |

#### Équipes
| Médaille | Athlètes | Points |
| Or       | Éthiopie | 16 pts |
| Argent   | Kenya    | 20 pts |
| Bronze   | Japon    | 68 pts |